# 村上秀一
村上 “ポンタ” 秀一（むらかみ ぽんた しゅういち、1951年1月1日 - 2021年3月9日）は、日本のドラム奏者。兵庫県西宮市出身。今津中学校、市立西宮高校を経て、大阪教育大学中退。血液型O型。愛称はポンタさん。別名、ポンタ村上。
ジャズ、ロック、J-POP、歌謡曲などジャンルを問わず、国内外でセッションドラマー/スタジオ・ミュージシャンとして活動。

## 人物・来歴
中学時代に所属していた吹奏楽部に度々指導に来ていた指揮者の朝比奈隆にティンパニを勧められ、打楽器奏者の道を歩む。
「赤い鳥」の大村憲司の音楽性に惹かれ、1972年、21歳の時にこのバンドのドラマーのオーディションに挑戦して合格、プロデビューするとともに上京した。
この「赤い鳥」のオーデションについて、村上がNHKのトーク番組『トップランナー』で語ったところによると、オーディションは岐阜の市民会館で行われ、28人の志望者が集まり、村上の前までの7人がドラムを叩いた時にはバンドメンバーは無反応な顔つきで審査していたが、8人目の村上がドラム演奏したところバンドメンバーの顔色が変わり、「はい、皆さん、これで決まりだから気をつけて帰って下さい」と、その後に控えていた20人の志望者には演奏させず帰させた。このオーディションの際にドラム演奏させられた曲は「レット・イット・ビー」（ビートルズ）、「翼をください」（赤い鳥）他3曲だった。また、このオーディションは村上がドラムのスティックを握り始めて4日目のことだったという。
赤い鳥脱退後すぐに、エントランス（村上、大村、山村隆男（後に高水健司）を結成。赤い鳥時代に知り合った五輪真弓のバックバンドを始める。
エントランス解散後、本格的にスタジオ・ミュージシャンとして活動を始め、アニメソングから歌謡曲、演歌まで幅広いジャンルの曲のレコーディングに参加。1975年頃にバンブーに参加し、同年後半にはカミーノを結成するなどセッションミュージシャンとしても活動した。
スタジオ・ミュージシャンとして活動した初期はレコード等のクレジットはメインとなる歌手の他は「レコード会社名+”楽団”」等と演奏者の名前は載らず一括りにされていたが、村上らが「俺達は名前も載らず使い捨てか？」とプロデューサー等に直談判した結果、以降はレコーディングに参加したメンバーの名前が記載されるようになったという逸話がある。
1978年、ドラムの海外修行を控えて行われた壮行コンサートの直後に、ヘロインを不法所持していたとして麻薬及び向精神薬取締法違反容疑により逮捕される。出所後は、再びスタジオ・ミュージシャンとして復帰。
1986年には渡辺香津美との全米ツアー、1987年には国際交流基金によるアフリカツアーを行った後、島健トリオと山羊智詞のソロプロジェクトを母体とした、ハードロックバンド「ザ・メーカーズ」を結成。1990年より、「山羊智詞&赤羽楽団」に参加するなど、活動の幅を広げた。練習はしない。イメトレのみ。
1998年発表の活動25周年記念アルバム『Welcome To My Life』と、2003年発表の活動30周年記念アルバム『MY PLEASURE』には、それぞれ日本を代表するアーティストがゲストとして多数参加しており、セッションドラマーとしての幅の広さを窺わせる。レコーディング数は1万4000曲を越え、日本を代表するドラム奏者とも称された。
様々なジャンルの楽曲を演奏してきたが、歌をいかに引き立てるかを考え、ヴォーカルの邪魔をしない演奏をすることが評価されていた。特にバラードでの評価が高く、70年代に村上を起用することが多かった山下達郎は自身の楽曲「MONDAY BLUE」を例に挙げ「ああいう曲はとにかくポンタが一番だった。バラードの表現力が、とにかく圧倒的だから」と評している。村上を兄貴分と慕い80年代に組むことの多かった角松敏生もバラードでの村上の表現力を絶賛し、自身のデビュー35周年コンサートで共演した後輩の玉田豊夢が村上の演奏を隣で聞いた後に「(バラードの味などは自分には)絶対無理です」と角松に言っていたことも明かしている。
2001年頃に体調を崩し内臓や足に問題を抱えるようになってからは酒・タバコを控えるなど以前よりも体調に気を遣うようになり、関係者によれば新型コロナウイルスが蔓延した2020年には全ての仕事をキャンセルし外出もかかりつけの病院や散髪以外は殆どしないなど感染対策を徹底していたという。
2021年2月8日より脳出血の一種である視床出血により入院していたが、3月9日に死去したことが、3月15日に更新された公式サイトで明らかにされた。70歳没。

## PONTA BOX と 3 VIEWS
「PONTA BOX」（ポンタ・ボックス）は村上が結成したバンド。一般的にジャズのカテゴリーに入る音楽だが、ポンタ自身はジャズだと考えていない。村上と佐山雅弘 (Pf) と水野正敏 (B) の3名で結成し、1994年にアルバム「PONTA BOX」を発表。以後、モントルー・ジャズ・フェスティバルに出演の他、1999年までに8枚のアルバムをリリースしている（途中でベースはバカボン鈴木に交代）。活動休止の後、2004年には若手ミュージシャンの石村順 (b)、柴田敏弥 (p & kbds)と新生PONTA BOXを結成し、「NEW PONTA BOX」をリリースした。PONTA BOXのアルバムは、愛称の“ポンタ”に因んで、タヌキの顔のイラスト（杉浦茂の「八百八だぬき」のもの）がトレードマークとなっている。
一方、2000年には佐山雅弘と村田陽一 (Tb) の3人でオリジナルレーベル「3 VIEWS」を設立。3人でのアルバム制作の他、相互のソロ活動に参加するなどしている。2000年以後はPONTA BOXも3 VIEWSからのリリースとなっている。
1999年にPONTA BOXとして『FNNスーパーニュース』のテーマ曲の作曲をした（1999年度）。曲名は『Wandering Stella (Love Circle)』。

## ディスコグラフィ
ソロアルバム、リーダーアルバム及び、スタジオミュージシャンではなくバンドメンバーとして参加した作品を掲載。

### リーダーアルバム
- 驚異のパーカッション・サウンド!! INTRODUCING "PONTA" MURAKAMI（1976年）
- Tokyo Fusion Night（1978年）
- PADANG RUMPUT（1982年）
- Welcome to My Life（1998年9月30日）
- MY PLEASURE（2003年12月3日）
- リズム・デザイナー（2006年7月26日）
- うたポン（2006年9月21日） - ドラマーとして参加した曲を集めたコンピレーションアルバム
- うたポン2（2008年11月26日） - ドラマーとして参加した曲を集めたコンピレーションアルバム
- リズム・モンスター（2012年12月19日）

### 赤い鳥
- 美しい星（1972年1月6日）
- 祈り（1973年6月20日）

### NOBUYUKI, PONTA UNIT
- THE RHYTHM BOXER（1985年）

### PONTA BOX
- PONTA BOX（1994年5月21日）
- PONTA BOX 2 Dessert in the Desert（1995年5月24日）
- THE ONE（1997年2月21日）
- モダン・ジュズ（1997年10月22日）
- ポンタ・ボックス・ザ・ベスト 1994-1998（1998年9月23日）
- PONTA BOX meets YOSHIDA MINAKO（1998年12月19日）
- THE NEW FRONTIER（1999年9月8日）
- NYPB（2001年8月22日）
- GOSH（2002年2月21日） - ヴォーカルに吉田美奈子を迎えた第2弾
- NEW PONTA BOX（2005年5月21日）

### 3 Views Producers
- 3 VIEWS（2000年11月8日）

### 村上“ポンタ”秀一&近藤房之助
- A BIG TRAIN COMING（2003年10月22日）
- HERE WE GO AGAIN（2005年4月21日）

### NY PONTA BOX
- RIOT OF DREAMS（2004年11月21日）

### CAMINO
- LIVE 1976（2004年11月18日）

### 中牟礼貞則&村上“ポンタ”秀一オールスターズ
- We Love MURE san（2012年3月14日）

### TRIPLE BOND
- TRIPLE BOND（2013年7月5日）

## 主な参加作品

### あ行
- 赤い鳥
  - 「翼をください」初期アコースティックバージョンに次ぐ第二期「翼をください」（大村憲司も同時加入）
- 石川優子
  - 「FULL SAIL」
- 泉谷しげる（吉田建、仲井戸麗市、下山淳と共に「LOSER」を名乗って活動した）
  - 『吠えるバラッド』
  - 『IZUMIYA SELF-COVERS』
  - 『90Sバラッド』
  - 『叫ぶ人囁く』
- イッツ
  - 「レインボー」
- 五輪真弓
  - 「冬ざれた街」
- 井上陽水
  - 『氷の世界』
  - 「クラムチャウダー」
  - 「招待状のないショー」
  - 「傘がない」
- イルカ
  - 「なごり雪」
- 宇宙戦艦ヤマト
  - 「宇宙戦艦ヤマトのテーマ」
- EPO
  - 『JOEPO〜1981KHz』（1981年9月21日）
  - 『う・わ・さ・に・な・り・た・い』（1982年5月21日）
  - 「土曜の夜はパラダイス」（1982年10月20日）
  - 「う、ふ、ふ、ふ、」（1983年2月5日）
  - 『VITAMIN E・P・O』（1983年4月5日）
  - 『THE BEST STATION JOEPO 1980-1984』（1984年7月21日）
    - 「VITAMIN E・P・O」
    - 「う・ふ・ふ・ふ」
    - 「土曜の夜はパラダイス」
    - 「雨のめぐり逢い」

  - 『PUMP! PUMP!』（1986年6月5日）
- 大貫妙子
  - 「サマー・コネクション（シングル・バージョン）」（1977年7月5日）
    - 「サマー・コネクション」
- 大村憲司
  - 「ファースト・ステップ」
- 尾崎豊
  - 「遠い空」（アルバム『街路樹』収録）
- オフ・コース
  - 『この道をゆけば / オフ・コース・ラウンド2』（1974年5月5日）
  - 『秋ゆく街で ⁄ オフ・コース・ライヴ・イン・コンサート』（1974年12月20日）
  - 「忘れ雪」（1974年10月20日）
    - 「忘れ雪」
    - 「水いらずの午後」

### か行
- 加古隆
  - 「スクロール」
- 門あさ美
  - 「HOT LIPS」
- 加藤和彦
  - 『あの頃、マリー・ローランサン』（1983年9月1日）
    - 「タクシーと指輪とレストラン」
- 角松敏生
  - 『SEA BREEZE』（1981年6月21日）
  - 『T's BALLAD』（1985年11月21日）
    - 「RAMP IN」
    - 「SONG FOR YOU」

  - 『SEA IS A LADY』（1987年7月1日）
    - 「NIGHT SIGHT OF PORT ISLAND “MIDORI” (NIGHT FLIGHT OF DC-10)」
    - 「OSHI-TAO-SHITAI “KAORI ASO” (MEMORIES OF DUSSELDORF)」

  - 『REASONS FOR THOUSAND LOVERS』（1989年9月6日）
    - 「飴色の街」
    - 「RATIRAHASYA 〜Time For Kari」

  - 『MORE DESIRE 〜TOSHIKI KADOMATSU SPECIAL LIVE '89.8.26』（1989年12月6日）
  - 『LEGACY OF YOU』（1990年7月25日）
    - 「Suma (MIDORI)」
    - 「飛翔 (SAYURI)」
    - 「流氷 (YURIKO)」
    - 「Mystical Night Love (CHISATO'S Dream)」
    - 「Tsugaru (KEIKO)」
    - 「Stress by ストレス (CHISATO M.)」
    - 「Twilight River (YUKARI)」

  - 「この駅から…」（1991年5月21日）
    - 「この駅から…」

  - 『ALL IS VANITY』（1991年7月3日）
    - 「夏回帰 〜SUMMER DAYS」
    - 「この駅から… 〜STATION」
    - 「UP TOWN GIRL」
    - 「DISTANCE」
    - 「WHAT IS WOMAN」

  - 『TEARS BALLAD』（1991年12月4日）
    - 「THE LOST LOVE」
    - 「サンタが泣いた日」
    - 「DESIRE」

  - 「サンタが泣いた日」（1991年12月16日）
    - 「サンタが泣いた日」
    - 「DESIRE」

  - 「THE LOST LOVE」（1992年2月21日）
    - 「THE LOST LOVE」
    - 「THE BEST OF LOVE (LIVE VERSION)」

  - 『あるがままに』（1992年7月1日）
    - 「せめて無事な夜を」
    - 「君を二度とはなさない」

  - 「君を二度とはなさない」（1992年9月9日）
  - 『1981-1987』（1993年10月21日）
    - 「YOKOHAMA TWILIGHT TIME」
    - 「I NEED YOU」
    - 「RAMP IN」

  - 『TIME TUNNEL』（1999年1月21日）
    - 「崩壊の前日」

  - 『The gentle sex』（2000年1月19日）
    - 「Bless Myself」

  - 「心配/YOKOHAMA Twilight Time」（2001年6月21日）
    - 「YOKOHAMA Twilight Time 〜20th Anniversary version〜」
- カミーノ
  - 「Live1976」
- GUITAR WORK SHOP Vol.2（大村憲司、森園勝敏、秋山一将、山岸淳史、小原礼 他）
- 吉川晃司
  - 『Thank You』（吉川晃司デビュー20周年記念セルフカバーアルバム。 後藤次利を加えた全編3ピース）
- キャンディーズ
  - 「内気なあいつ」
- グレープ
  - 「三年坂」
- 桑山哲也
  - 「アカプルコの月」
- 小林香織
  - 「ファイン」
- ゴダイゴ
  - 「君は恋のチェリー」（「映画ハウス」の挿入歌）
- ゴールデンボンバー
  - 『片想いでいい』（シングル『ローラの傷だらけ』のカップリング）

### さ行
- ささきいさお
  - 「ミッドナイト デカレンジャー」（『特捜戦隊デカレンジャー』エンディングテーマ）
- ザ・ギャートルズ
  - 「はじめ人間ギャートルズ」（『はじめ人間ギャートルズ』オープニングテーマ
- サディスティックス
  - 『Live Show』
- ジャンク フジヤマ
  - 『JUNKTIME』2010年（ライブ）
  - 『JUNK SCAPE』2013年（2曲）
  - 『SHINE』2022年（ボーナストラック 1曲）
- スリー・ディグリーズ
  - 「にがい涙」
- 沢田研二
  - 「彼は眠れない」など90年代前半の各作品（バックバンドJAZZ MASTERのメンバーとしてツアーにも同行）
- 椎名林檎
  - 「シドと白昼夢」（シングル「真夜中は純潔」のカップリング）
  - 『三文ゴシップ』
    - 「都合のいい身体」
- 須川展也
  - 「シンシアリー・フォー・ユー」

### た行
- 高中正義
  - 『TAKANAKA』
  - 『虹伝説 THE RAINBOW GOBLINS』
    - 「THUNDERSTORM」

  - 『虹伝説II THE WHITE GOBLIN』（1997年6月25日）
    - 「Smoke」
- 田原俊彦
  - 『目で殺す』（1986年12月5日）
    - 「KISSは野蛮なほうがいい」
    - 「ASHURA (阿修羅)」

### な行
- 中森明菜
  - 『ロマンティックな恋だわ』
- 長渕剛
  - 『風は南から』
  - 『逆流』

### は行
- ハイ・ファイ・セット
  - 『Love Collection』
  - 『Swing』
  - 『閃光（フラッシュ）』
- ハウス （映画「ハウス」のオリジナル・サウンドトラック）

- ピンク・レディー
  - 『ペッパー警部』
- 浜田省吾
  - 『LOVE TRAIN』
- 原由子
  - 「Miss Yokohamadult」
- 氷室京介
  - 「Flowers for ALGERNON」
- 深町純
  - 「六喩」
  - 「イントロデューシング」
  - 「スパイラル・ステップス」
- PRISM
  - 「SECOND THOUGTHS, SECOND MOVE」（ゲスト）
- 福山雅治
  - 「Blues」（アルバム「f」に収録）
- 本田雅人
  - 「Illusion」（当時のPONTA BOXのメンバーが全編に渡って参加）

### ま行
- 松岡直也
  - 「THE WIND WHISPERS」
  - 「LA FIESTA」
  - 「MAJORCA」
  - 「DAY BREAK」
  - 「THE SHOW」
  - 「DANZON」
  - 「NOW'S THE TIME」
  - 「TIME PASSING」
  - 「PLAY 4 YOU」
  - 「An Affair To Remember」
  - 「シンシアリー」
- 松崎しげる
  - 「WONDERFUL MOMENT」
- 松本孝弘
  - 「Nothin' But The Blues」

### や行
- 八神純子
  - 「Mr.メトロポリス」
- 矢沢永吉
  - 「ゴールドラッシュ」
- 山下達郎
  - 『SPACY』（1977年6月25日）
    - 「LOVE SPACE（ラブ・スペイス）」
    - 「素敵な午後は」
    - 「CANDY（キャンディー）」
    - 「DANCER（ダンサー）」
    - 「アンブレラ」

  - 『IT'S A POPPIN' TIME』（1978年5月25日）
  - 『GO AHEAD!』（1978年12月20日）
    - 「MONDAY BLUE（マンデイ・ブルー）」

  - 『MOONGLOW』（1979年10月21日）
    - 「STORM（ストーム）」
    - 「TOUCH ME LIGHTLY（タッチ・ミー・ライトリー）」
- 山下洋輔
  - 「寿限無 山下洋輔の世界 Vol.2 (A Figure of Yosuke Yamashita Vol.2)」
  - 「Live and Then-Piccasso」
- 雪村いづみ
  - 『I'm a Singer』（1994年4月8日）
    - 「ふたつの FALL IN LOVE」
- 吉田美奈子
  - 『MINAKO』（1975年10月25日）
  - 『MINAKO II –Live at Sun Plaza Hall October 3,1975–』（1975年12月20日）
  - 『FLAPPER』（1976年3月25日）
    - 「朝は君に (ASA WA KIMI NI)」
    - 「ケッペキにいさん (KEPPEKI NIISAN)」
    - 「チョッカイ (CHOKKAI)」
    - 「永遠に (EIEN NI)」

  - 『TWILIGHT ZONE』（1977年3月25日）
  - 「恋は流星 (PartI・II)」（1977年3月25日）
    - 「恋は流星 SHOOTING STAR OF LOVE Part I」
    - 「恋は流星 SHOOTING STAR OF LOVE Part II」

  - 『TRIM YOSHIDA MINAKO & KAWAI DAISUKE meets MURAKAMI“PONTA”SHUICHI & NUMAZAWA TAKASHI』（2013年3月）

### わ行
- 渡辺香津美
  - 「MOBO SPLASH」
  - 「MOBO倶楽部」
  - 「桜花爛漫」
  - 「KYLYN」
  - 「KYLYN LIVE」
  - 「Kaleidoscope」
- 渡辺貞夫
  - 「GOOD TIME FOR LOVE」

### その他
- 細野晴臣、鈴木茂、山下達郎
  - 『PACIFIC』（1978年にCBSソニーより発売された酒井政利プロデュースによるインストゥルメンタル・アルバム）
    - キスカ

## 主な出演

### ライブ
- 尾崎豊「LIVE CORE」（1988年9月12日、東京ドーム）
- DREAMS COME TRUE「DREAMS COME TRUE WONDERLAND 1999 春の夢」
- DREAMS COME TRUE「DREAMS COME TRUE WONDERLAND 1999 冬の夢」

### テレビ番組
- BSフジ「ずっと好きな歌」（司会、バンドマスター）
- フジテレビ「邦ちゃんのやまだかつてないテレビ」（やまだかつてないバンド）
- フジテレビ「ニュースJAPAN」 - 音楽企画「神々の宴」「Jazz Giants」に出演。
- フジテレビ「新堂本兄弟」 - トークコーナーには参加しておらず、同じドラマーの屋敷豪太を迎えることになってからは出演していない。
- TBSテレビ「三宅裕司のいかすバンド天国」